# 隅乃倉ひろみ
隅乃倉 ひろみ（すみのくら ひろみ、1985年6月5日 - ）は、熊本県出身の女優。身長155cm。ジェイエフシーティー所属。旧芸名は隅倉 啓美。2016年6月より現在の芸名に改名した。

## 出演

### 映画
- 青空夜空に星空（2005年）
- ティンカーベルピーターパン（2005年）
- 春風桜色（2006年）
- 夏音風鈴（2006年）
- Happy Life CANDY（2006年）
- 灰色ヴィヴィット（2006年）
- 青リンゴ（2006年）
- 荒井秀之物語（2007年）
- シリウス/ソライロノミ（2007年）
- NO1（2009年）
- ラブくん（2009年）
- 君に届け（2010年）
- 犬とあなたの物語 いぬのえいが（2011年）
- 黒い殺意（2013年）
- 白ゆき姫殺人事件（2014年） - 城野美姫（再現シーン） 役
- 探検隊の栄光（2015年）

### テレビ
- 土曜ワイド劇場 刑事殺し 第2作（2008年） - 中沢佳苗 役
- 妻を看取る日（2010年）
- 月曜ゴールデン 捜し屋★諸星光介が走る! 第6作（2011年）
- CLAMPドラマ ホリック〜xxxHOLiC〜 第1話（2013年）
- 白衣のなみだ 第二部 第25話（2013年）
- 金曜プレステージ 検事・霞夕子 第6作（2014年）
- 花子とアン 第61話（2014年） - すず 役
- 連続ドラマW
  - 罪人の嘘 第1話（2014年）
  - 翳りゆく夏 第1 - 3話（2015年）
  - カッコウの卵は誰のもの 第3話（2016年）
- 美女と男子 第4話（2015年）
- 子ども安全リアル・ストーリー 第2話（2015年）
- トットてれび（2016年）
- NHK大河ドラマいだてん〜東京オリムピック噺〜（2019年） - 池部文子 役

### 舞台
- Vampire Hunter

### CM
- 21世紀環境展（2008年）
- 中小企業庁（2009年）
- サントリー ジョッキ<生>（2011年）
- SANYO CR新海物語 With アグネス・ラム（2011年）
- 健康家族（2012年）
- サーティワンアイスクリーム（2012年）
- かんぽ生命保険（2013年 - ）
- キリンビール のどごし<生>（2015年）
- 池田模範堂 ムヒHD（2015年 - 2016年）
- コニカミノルタ（2015年 - 2016年）
- パナソニック ふだんプレミアム（2016年）
- NTT西日本（2016年）

### PV
- 一青窈 受け入れて（2008年）
- Mr.Children GIFT（2008年）